# 三浦高救
三浦 高救（みうら たかひら）は、室町時代後期から戦国時代にかけての武将。官位は相模介（三浦介）。

## 生涯
相模守護上杉持朝の次男として誕生し、後に三浦時高の養子となる。江の島合戦が行われた宝徳2年（1450年）頃に大森氏頼の娘（養父の三浦時高の姪）を娶っている。
寛正3年（1462年）、実父の上杉持朝と堀越公方足利政知の確執に嫌気がさした、持朝の代わりとして責任を負った、などの説があるがとにかく時高が隠居してしまったために、高救が三浦家の家督を継いだ。当初は異母弟の扇谷上杉定正を支えていたが、文明18年（1486年）に定正が重臣の太田道灌を暗殺すると、扇谷上杉家の家臣団は混乱した。
この定正の愚挙を許せなかった高救は、養父の時高と養子縁組をしていた自らの子である三浦義同に家督を譲ると、自らは扇谷上杉家に復帰して当主にならんと企てたとされる。しかしこれに激怒した時高によって、義同ともども三浦家を追放された。
明応3年（1494年）に義同が時高を滅ぼし、実力で三浦氏の家督を奪還して当主となった。高救は義同を補佐していたと見られている。
没年は不詳だが、諸記録から明応8年（1499年）以後に病没したと推定されている。
なお、晩年に安房国に滞在して、その時の子孫が安房正木氏となったとする説がある。